# Tipula modesta
Tipula modesta är en tvåvingeart som beskrevs av Pierre Justin Marie Macquart 1846. 
Tipula modesta ingår i släktet Tipula och familjen storharkrankar. Inga underarter finns listade i Catalogue of Life.